# Ian Vougioukas
Ian Vougioukas (Grego:Ίαν Βουγιούκας (Londres,Inglaterra, 31 de maio de 1985) é um basquetebolista profissional grego, nascido na Inglaterra, que atua pelo Lokomotiv-Kuban.